# 영주의 증명
영주의 증명은 한국방송공사 1TV 특집드라마이다.

## 제작진
- 극본 : 박수복
- 연출 : 이유황

## 출연진
- 김동우
- 김봉근
- 김하림
- 김형자
- 노영국
- 박근형
- 박윤정
- 백수련
- 백찬기
- 안해숙
- 여운계
- 유명순
- 이신재
- 이원종
- 이일웅
- 이치우
- 조준형